# Skals Å
Skals Å är ett vattendrag i Danmark. Det ligger i den nordvästra delen av landet, 220 km väster om  Köpenhamn.
Ån rinner upp i Randers kommun, går sedan igenom Mariagerfjords kommun in i Viborgs kommun där den mynnar i Hjarbæk Fjord strax söder om Skals.